# Chiveloutch
Le Chiveloutch ou Cheveloutch, en cyrillique Шивелуч ou Шевелуч, est un volcan de Russie situé dans la péninsule du Kamtchatka. C'est l'un des volcans les plus grands et les plus actifs de cette région de Russie.

## Géographie

### Topographie

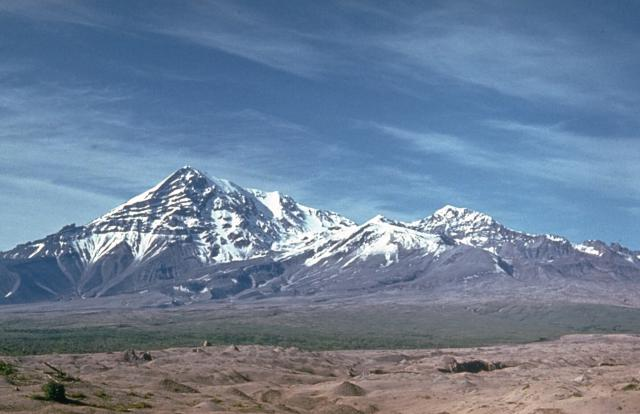
Vue du Chiveloutch avec le Stary Chiveloutch (à gauche) et le Molodoï Chiveloutch (à ses pieds sur la droite).

Le Chiveloutch est situé dans l'Extrême-Orient russe, dans l'est de la péninsule du Kamtchatka et du kraï du même nom, au nord-est du groupe volcanique du Klioutchevskoï. Sa position fait de lui le volcan actif le plus septentrional du Kamtchatka.
Ce stratovolcan culmine à 3 307 mètres d'altitude au Stary Chiveloutch, en cyrillique Старый Шивелуч, littéralement « vieux Chiveloutch ». Ce sommet constitue le rebord d'une caldeira en forme de fer à cheval de neuf kilomètres de largeur, ouverte en direction du sud et dont le fond est couvert des débris des nombreux effondrements qui l'ont formé,. Au sud-ouest se trouve le lac Khartchinski. À l'ouest de la caldeira, des dômes de lave constituent la ride Baidarny. À l'intérieur de cette dépression se trouvent plusieurs dômes de lave dont le Molodoï Chiveloutch,, en cyrillique Молодой Шивелуч, littéralement « jeune Chiveloutch ». Culminant entre 2 500 et 2 900 mètres d'altitude, il est le siège de l'activité éruptive,,. Le volume du Chiveloutch est de 1 300 km3, faisant de lui un des volcans les plus importants du Kamtchatka.

### Géologie
Le Chiveloutch est un volcan de subduction, aux éruptions explosives et qui fait partie des volcans gris de la ceinture de feu du Pacifique. Cette subduction serait particulière à l'aplomb du volcan : la plaque pacifique, qui se dirige dans ce secteur vers l'ouest en direction du Kamtchatka et vers le nord en direction des îles Aléoutiennes, se déchirerait en deux. Des remontées mantelliques plus chaudes provoqueraient la fonte partielle des deux bords de la plaque pacifique, phénomène rarement rencontré. Le magma issu de cette fonte partielle de lithosphère océanique serait à l'origine de la lave andésitique riche en hornblende, à teneur moyenne en potassium et élevée en magnésium et à composition proche des adakites,. Outre le Chiveloutch, les adakites se rencontrent aussi sur Attu et Bouldir, deux îles des Aléoutiennes, ce qui laisse penser que cette déchirure de la plaque pacifique se situe entre le Kamtchatka et les îles Aléoutiennes.
Cette andésite particulière est émise tout au long de l'Holocène à l'exception de deux épisodes basaltiques. L'un à amphibole et phlogopite à taux élevé en potassium et en magnésium il y a 3 600 ans et un autre à taux moyen en potassium et élevé en magnésium il y a 7 600 ans.

## Histoire

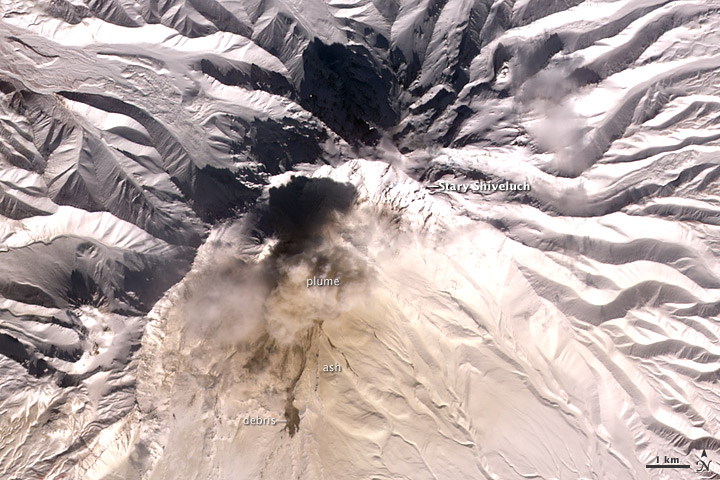
Image satellite du Chiveloutch en éruption en 2010.

Le Chiveloutch actuel est précédé par un volcan plus ancien, le Stary Chiveloutch, qui s'est édifié à partir d'il y a 65 000 ans. Ce dernier a formé la caldeira actuelle depuis la fin du Pléistocène au cours de nombreux effondrements dont le dernier s'est produit en 1964. Au cours de l'Holocène, un dôme de lave, le Molodoï Chiveloutch, s'est édifié à l'intérieur de la caldeira, au pied du Stary Chiveloutch,.
Avec une soixantaine d'éruptions au cours de l'Holocène dont 21 depuis la première observée par les Européens en 1739,,, le Chiveloutch est considéré comme l'un des volcans les plus actifs du Kamtchatka et le volcan andésitique le plus actif du Kamtchatka et des îles Kouriles,. Il est aussi celui qui émet le plus de matériaux avec une moyenne annuelle de 36 000 tonnes de lave. Les couches de cendres volcaniques qu'il a émis au cours de ses nombreuses éruptions ont permis la datation d'autres éruptions volcaniques sur d'autres volcans du Kamtchatka,. Ses éruptions sont de nature explosives avec un indice d'explosivité volcanique compris entre 1 et 3 mais atteignant parfois 4 pour les éruptions de 1430, 1964 et celle débutée en 1999 et qui se poursuit et même 5 pour celles de 1650 et 1854 pour ne tenir compte que des plus récentes. Hormis les grandes éruptions ou d'importants effondrements peuvent se produire, les éruptions du Chiveloutch se traduisent par la croissance d'un dôme de lave qui produit des nuées ardentes,.
L'éruption de 1964 est une des plus importantes du XXe siècle avec un indice d'explosivité volcanique de 4,. Très brève puisqu'elle ne se déroule que le 12 novembre, elle se traduit par une puissante explosion plinienne qui provoque le dernier effondrement que la caldeira ait connu, des nuées ardentes et des lahars,,. Néanmoins, malgré l'émission de 1,5 à 2 km3 de débris dus à l'effondrement et 0,6 à 0,8 km3 de téphras, elle n'est pas l'éruption la plus importante qui se soit déroulée sur le Chiveloutch.
L'éruption actuelle débutée le 15 août 1999 est la plus puissante depuis celle de 1964 et fait suite à dix autres éruptions. Après six mois d'accalmie entrecoupée d'une faible activité, une explosion projette des cendres jusqu'à quatre kilomètres d'altitude le 1er novembre 1999. L'activité sismique et fumerollienne qui fait suite est interrompue début mai 2001 avec une intensification des séismes et la croissance rapide d'un dôme de lave. Celui-ci explose le 19 mai avec la formation d'un panache volcanique de huit kilomètres d'altitude et des nuées ardentes qui dévalent ses flancs. Une autre colonne éruptive se forme deux jours après jusqu'à dix kilomètres d'altitude et une autre le 22 mai, plus importante que les autres puisqu'elle atteint une altitude de vingt kilomètres. Jusqu'en juin, d'autres explosions de forte puissance se produisent avec la formation de nuées ardentes. À la suite de cet épisode, le dôme de lave poursuit sa croissance et continue d'exploser périodiquement comme début 2002, en septembre 2002, en juillet 2003, en mai 2004, en février et septembre 2005, en septembre 2006, en mars 2007,, en mai 2010 et en octobre 2011. Les cendres volcaniques émises par les panaches et les nuées ardentes successifs sont remobilisées après leur retombée en formant des lahars de plus de trente kilomètres de longueur. Un volume de lave supérieur à 1 × 108 m3 a déjà été émis. Depuis novembre 2022, les scientifiques prévoyaient une nouvelle phase éruptive imminente de ce volcan et c'est le 11 avril 2023 qu'elle se produit, envoyant des cendres jusqu'à vingt kilomètres d'altitude,. Le 19 août 2024, quelques heures après un séisme de magnitude 7 qui touche la péninsule du Kamtchatka, le volcan produit une colonne éruptive qui s'élève jusqu'à cinq kilomètres de hauteur et qui s'étire jusqu'à près de 500 kilomètres à l'est et au sud-est du volcan.

## Risque
De par ses éruptions explosives, le Chiveloutch constitue une menace via ses nuées ardentes dirigées vers le sud et le nord-ouest et qui peuvent s'étirer sur plus de trente kilomètres, ses panaches volcaniques qui perturbent le trafic aérien entre l'Amérique du Nord et l'Extrême-Orient et ses pluies de cendres qui peuvent former des lahars en cas de fortes précipitations et qui peuvent parcourir plus de trente kilomètres,. Les deux villes les plus proches, Klioutchi et Oust-Kamtchatsk situées respectivement à 50 et 90 kilomètres de distance, sont les plus exposées et sont régulièrement recouvertes de cendres.